# Бузачи
Бузачи (Бузашы; каз. Бозащы) — полуостров в северо-восточной части Каспийского моря, в Мангыстауской области Казахстана. Преобладающая высота рельефа от −5 до −25 м абс., наибольшая высота 61 м.

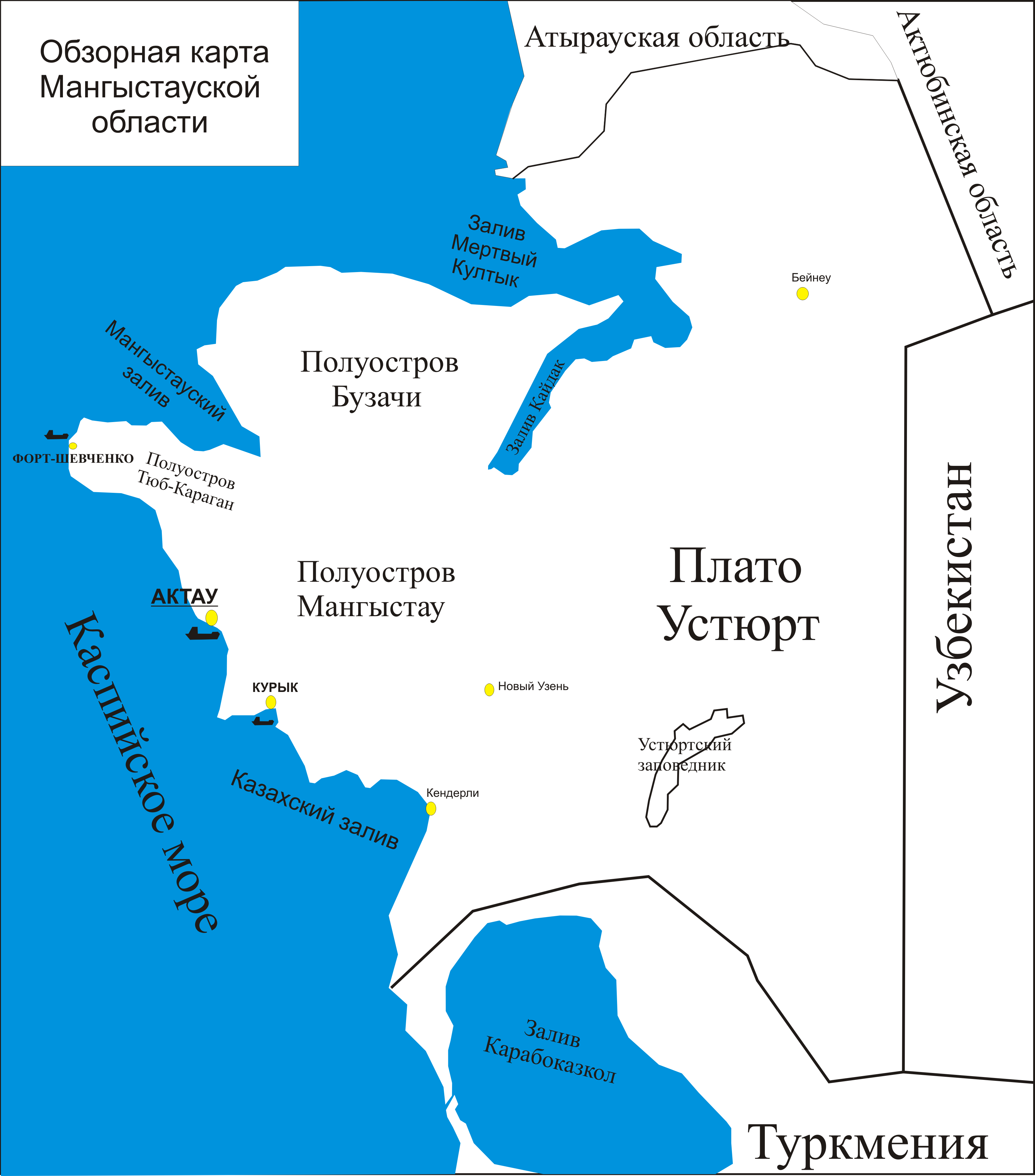
Полуостров Бузачи

Природная зона — пустыня. На юге поверхность холмиста, в некоторых местах покрыта барханными и бугристыми песками. На севере большие площади солончаков. На юге к полуострову примыкают горы полуострова Мангышлак. Средняя температура января −7°С, июля 26°С. Атмосферных осадков выпадает 200—250 мм в год. Около 40 дней в году дуют сильные ветры (скорость более 15 м/с). В связи с понижениями уровня Каспия в 1980—1990-х годах площадь полуострова значительно увеличивалась, затем вновь начала уменьшаться.
Полезными ископаемыми полуострова являются нефть и газ (месторождения Каламкас, Каражанбас, Северное Бузачи, Ауэзовское). Проложены автомобильные дороги, сооружены нефтегазопроводы. Имеется аэропорт, обеспечивающий грузопассажирские авиаперевозки для данных месторождений.
На полуострове расположен Бузачинский артезианский бассейн.